# Ray F. Smith
Pour les articles homonymes, voir Smith.
Ray F. Smith est un agronome et entomologiste américain, né le 20 janvier 1919 à Los Angeles et mort le 23 août 1999 à Lafayette (Californie). Il est connu pour ses recherches orientées vers les méthodes biologiques de gestion des arthropodes ravageurs des cultures. 

## Carrière
Diplômé de l’université de Berkeley, il est employé par celle-ci en 1946 et en devint le directeur du département d'entomologie de 1959 à 1973. Il fut aussi à cette époque responsable pour l'Université de Californie du Projet, menée conjointement avec l'UC / AID, de lutte contre les ravageurs des cultures et de protection connexe de l'environnement, et fut, plus tard, directeur exécutif du Consortium international pour la protection des cultures. Ray F. Smith a également participé à la création du Groupe d'experts sur la lutte antiparasitaire intégrée de l'Organisation des Nations unies pour l'alimentation et l'agriculture  (FAO) et du Programme des Nations unies pour l'environnement. 
Ray F. Smith devient, en 1963, éditeur scientifique de l’Annual Review of Entomology, associé à Thomas E. Mittler, tous deux de l'Université de Californie.
À partir de 1972, Ray F. Smith fut directeur de projet associé du Projet Huffaker, qui a coordonné les recherches de scientifiques de 18 universités land-grant en matière de gestion intégrée des ravageurs pour six cultures importantes. C'est dans cette fonction que Ray F. Smith a perfectionné, conjointement avec Perry L. Adkisson, des techniques de pointe de lutte antiparasitaire intégrée. En recourant à des méthodes écologiques pertinentes localement pour lutter contre les insectes, les mauvaises herbes et les maladies, la protection intégrée des cultures permet aux agriculteurs de réduire l'utilisation des produits phytosanitaires et leur dépendance à ces produits, tout en augmentant leurs revenus.
Il devient président de l’Entomological Society of America (ESA) en 1976.
Il a fait paraître plus de 300 publications et s'est spécialisé dans une approche écologique du problème posé par les insectes nuisibles (lutte intégrée).

## Récompenses
Ray F. Smith a reçu le prix C.W. Woodworth. Membre de la National Academy of Sciences et d’autres sociétés savantes, il fut  président de l'Entomological Society of America. 
Il est co-bénéficiaire du Prix mondial de la paix en 1977 et, avec le Perry L. Adkisson, du Prix mondial de l'alimentation en 1997, pour ses réalisations dans la mise en œuvre de la lutte intégrée tant aux États-Unis que dans les pays en développement.

## Liste partielle des publications
- (en) Ray F. Smith, Thomas E. Mittler et Carroll N. Smith (1973). History of Entomology, Annual Reviews Inc. (Palo Alto) : viii + 517 p.  (ISBN 0-8243-2101-4 et 978-0-8243-2101-7)
- (en) Ray F. Smith et Donald J. Calvert (1978). Insect Pest losses and the Dimensions of the World Food Problem, World food, pest losses, and the environment (PIMENTEL D. dir.), 13, Westview Press (Boulder, Colorado), collection AAAS selected symposium : 17-38.
- (en) Ray F. Smith (1978). History and complexity of integrated pest management, Pest control strategies (SMITH E.H. & PIMENTEL D. dir.), Academic Press (New York) : 41-53.

## Source
- (en) (2004), Smith, Ray F. in Encyclopedia of Entomology, vol. 3, John L. Capinera (dir.), Kluwer Academic Publishers (Dordrecht) : p. 2036  (ISBN 0-7923-8670-1)